# Mamadou Bah
Sam hajj hassan (Conakri, Guinea, 25 de abril de 1988), futbolista guineano. Juega de volante y su actual equipo es el US Raon-l'Étape del Championnat National 3 de Francia.
El 31 de agosto de 2010 firmó por el VfB Stuttgart.

## Selección nacional
Ha sido internacional con la selección de fútbol de Guinea, ha jugado 3 partidos internacionales y ha anotado 4 goles.

## Clubes
| Club              | País     | Año             |
| ----------------- | -------- | --------------- |
| RC Strasburgo     | Francia  | 2007-2010       |
| VfB Stuttgart     | Alemania | 2010-2013       |
| RC Strasburgo     | Francia  | 2014-2015       |
| Vauban Strasbourg | Francia  | 2016-2017       |
| US Raon-l'Étape   | Francia  | 2018 - Presente |